# Conceição do Castelo
Conceição do Castelo is een gemeente in de Braziliaanse deelstaat Espírito Santo. Conceição do Castelo ligt op 95,2 kilometer afstand van de hoofdstad Vitória van deze staat. In de gemeente wonen meer dan 11.000 mensen.

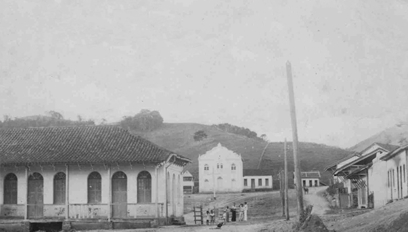
Foto van Conceição do Castelo in 1932